# Canoo
Canoo est un constructeur automobile américain de véhicules électriques. Le concept de l'entreprise est de produire des véhicules utilitaires électriques abordables tels que des fourgonnettes pour la location de véhicules et des services de covoiturage.

## Histoire

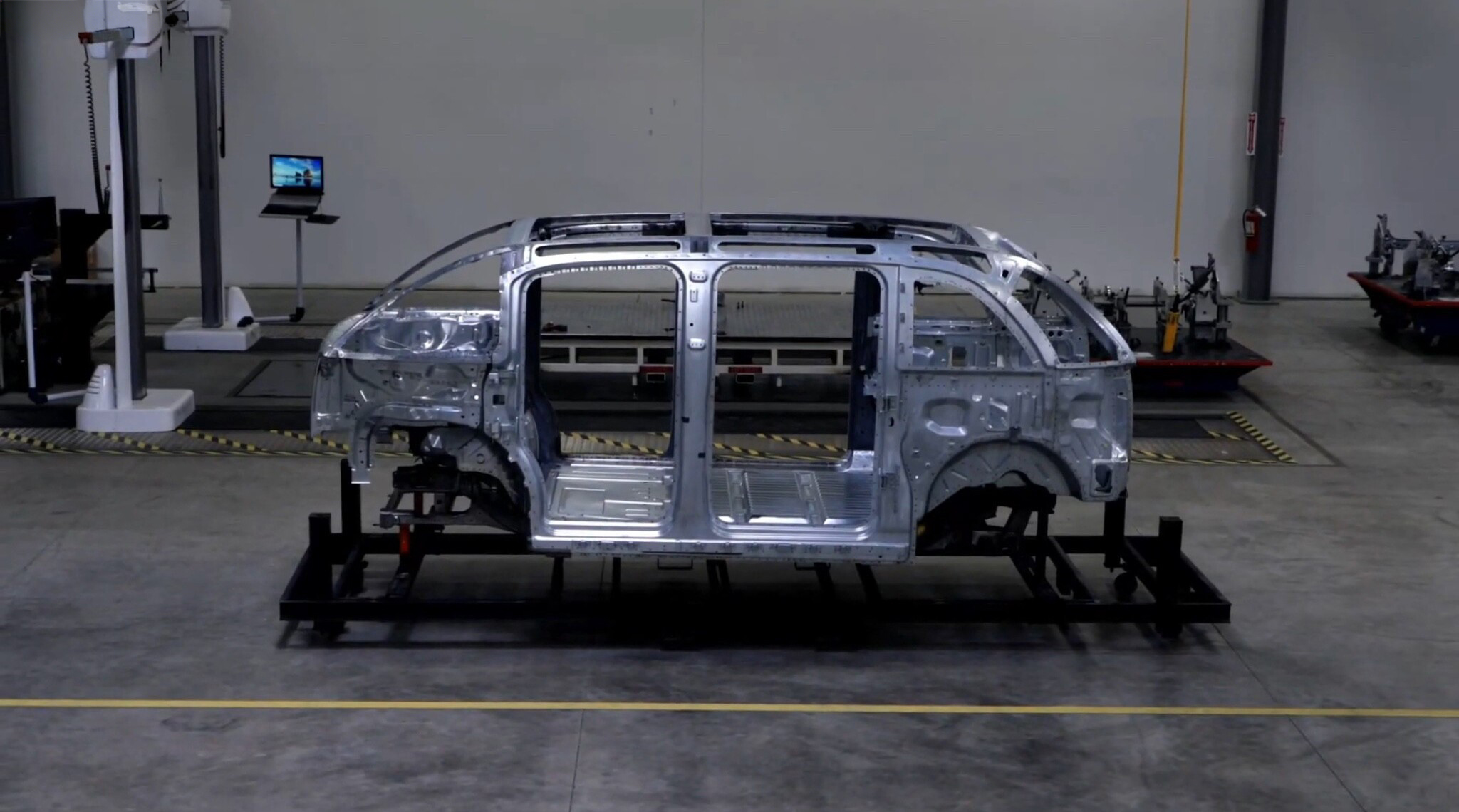
Châssis d'un Canoo.

Canoo a été fondée en 2017 sous le nom d'Evelozcity par Stefan Krause et Ulrich Kranz. Krause a travaillé pour la Deutsche Bank en tant que directeur financier tandis que Kranz a travaillé pour BMW en tant que cadre supérieur. Les deux hommes se sont rencontrés chez Faraday Future, une autre société de véhicules électriques, avant de partir ensemble pour créer leur propre entreprise en 2017 en raison d'un désaccord avec la direction de Faraday Future. Lors de la création de Canoo, Krause a assumé le rôle de chef de la direction de Canoo tandis que Kranz est devenu le directeur de la technologie de Canoo. La société a reçu son financement principal de l'investisseur chinois Li "David" Pak-Tam/Botan et de l'entrepreneur allemand David Stern,.
En avril 2018, Canoo a embauché Karl-Thomas Neumann, l'ancien directeur d'Opel en tant que cadre supérieur.
En mars 2019, la société a été renommée Evelozcity en Canoo.
En juillet 2019, Karl-Thomas Neumann a quitté Canoo tout en restant investisseur dans l'entreprise.
En septembre 2019, l'entreprise a présenté son premier prototype de véhicule, le fourgon électrique Canoo.
En février 2020, Hyundai Motor Group, la société mère de Hyundai Motors et Kia Motors, a annoncé que la société s'associerait avec Canoo pour le développement conjoint d'une nouvelle plateforme de véhicules électriques. La plate-forme serait utilisée pour les véhicules compacts ainsi que pour les véhicules de flotte tels que les navettes. L'accord fait partie du programme Strategy 2025 de Hyundai qui verra investir 87 milliards dollars pendant cinq ans à compter de 2020,,.
En juillet 2020, le cofondateur Stefan Krause a quitté l'entreprise. Il avait précédemment pris un congé prolongé en août 2019 afin de régler des problèmes familiaux. Le cofondateur Ulrich Kranz a assumé le rôle de PDG permanent après le départ de Krause,.
En septembre 2020, il a été annoncé que Canoo avait conclu un accord de fusion avec la société d'acquisition à vocation spécifique Hennessy Capital Acquisition Corp IV. (NASDAQ:HCACU.O). À la suite de la fusion, la start-up sera cotée au NASDAQ avec une valorisation de 2,4 milliards de dollars.
Le 22 décembre 2020, Canoo a finalisé sa fusion avec Hennessy Capital Acquisition Corp IV. et est désormais cotée au NASDAQ sous la nomination boursière (NASDAQ: GOEV).
Canoo se déclare en faillite en janvier 2025.